# 9-я Парковая улица
9-я Па́рковая у́лица — улица в Восточном административном округе города Москвы на территории районов Измайлово и Северное Измайлово. Названа в честь Измайловского парка.

## История
Улица получила своё название 18 ноября 1949 года как одна из 16 номерных Парковых улиц, ведущих с севера к Измайловскому парку..

## Расположение
9-я Парковая улица проходит от Измайловского проспекта на север (между улицей и проспектом расположен сквер, который огибает внутриквартальный проезд, соединяющий улицу и проезд), пересекает Нижнюю Первомайскую улицу, Первомайскую улицу, Измайловский бульвар, Верхнюю Первомайскую улицу, Сиреневый бульвар и улицу Константина Федина и проходит до Щёлковского шоссе, за которым продолжается как Уральская улица. Участок от Измайловского проспекта до Сиреневого бульвара расположен на территории района Измайлово, участок от Сиреневого бульвара до Щёлковского шоссе — на территории района Северное Измайлово. Нумерация домов начинается от Измайловского проспекта.

## Примечательные здания и сооружения

### По нечётной стороне
- № 5А — Измайловский отдел ЗАГС (с 1992 года; ранее именовался «Сталинский», а с 1961 года — «Первомайский»);
- № 29/45 (пересечение с Измайловским бульваром) — Образовательный комплекс дизайна и технологий (структурное подразделение № 3), бывший Колледж ландшафтного дизайна № 18;
- № 35/36 (пересечение с Верхней Первомайской ул.) — здание с трубой котельной бывшего банно-прачечного комбината и башней;
- № 43/26 (пересечение с Сиреневым бульваром) — восьмиэтажный жилой дом, построенный в 1959 году. Часть крыла здания в 3 этажа, после капитального ремонта, вновь занимает детский сад № 461 (до 2009 года — БТИ «Восточное-2»)[4].  В мансарде здания ещё с советских времён расположены мастерские художников, членов Московского Союза художников[5];
- № 45/29 корпус 3 — парикмахерская, с 2016 года — отделение Сбербанка;
- № 53 — психоневрологический интернат № 12;
- № 59 корпус 1 — офис «Измайлово-Гольяново» банка ВТБ 24.

### По чётной стороне
- № 4A — Храм Казанской-Песчанской иконы Божией Матери в Измайлово;
- Номер 32 — жилой 5-тиэтажный многоквартирный дом, был ведомственным, принадлежал Центральному Статистическому Управлению ЦСУ, имел своего домуправа и своё домоуправление, которое находилось в подвале 2 подъезда. Год постройки дома 1960. В 2021 году был проведён капитальный ремонт. Кирпичный, очень тёплый. В настоящее время квартиры первого этажа и часть подвала занимают магазины, стоматология и другие коммерческие учреждения.
- № 48 корпус 5 — Институт гуманитарного образования и информационных технологий (ИГУМО);
- № 60 — пятиэтажный панельный гараж-паркинг, построенный в 2004 году (архитекторы Н. Лызлов, О. Каверина, А. Краснов)[6];

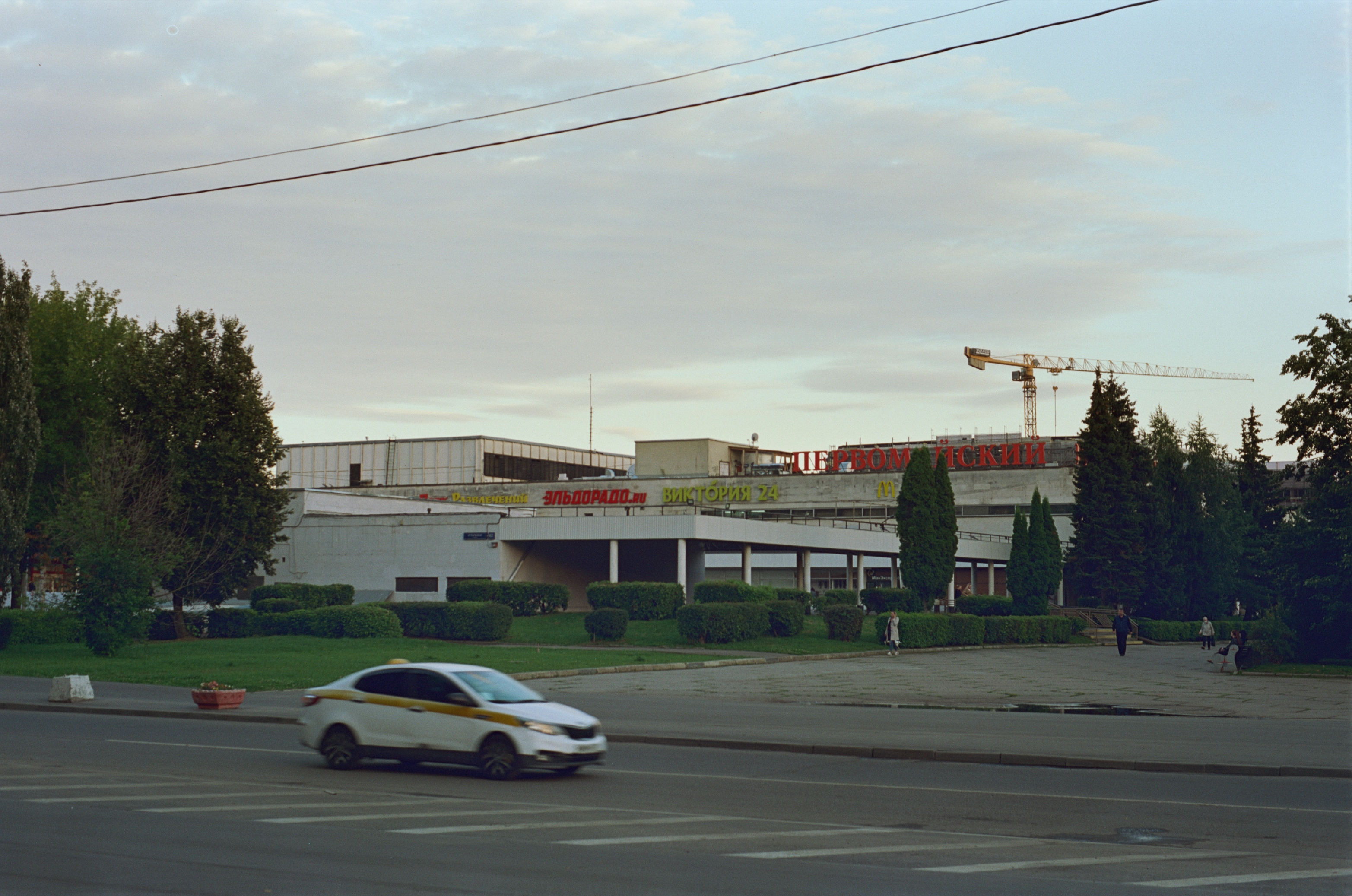
Универмаг Первомайский

- Универмаг Первомайский№ 62 — торговый центр «Первомайский», бывший универмаг «Первомайский». Строительство универмага (архитекторы З. М. Розенфельд, М. Н. Мошинский) велось в 1967—1969 годах, на момент открытия он был одним из крупнейших в Москве; в составе универмага были продовольственный и промтоварный магазины, кафе, ресторан, службы быта. Здание универмага обладало уникальным на момент открытия конструкциями: длина железобетонного перекрытия составила 12 м. Здание универмага было оборудовано по последнему слову техники; покупатели перемещались между этажами по эскалатору, действовала современная система кондиционирования. Универмаг обладал развитой сетью филиалов (7), в которых продавались товары для дома, парфюмерия, трикотаж[7]:11.

## Транспорт

### Автобус
- 15: на участке от Первомайской улицы до станции метро «Первомайская» и обратно
- 223: от Щёлковского шоссе до Первомайской улицы и обратно
- 257: от Измайловского бульвара до Первомайской улицы и обратно
- 557: от Верхней Первомайской до Нижней Первомайской улицы и от Первомайской до Верхней Первомайской улицы
- 634: от Измайловского бульвара до станции метро «Первомайская» и обратно
- 645: от Щёлковского шоссе до станции метро «Первомайская» и от Измайловского бульвара до Щёлковского шоссе
- 664: от Первомайской улицы до станции метро «Первомайская» и обратно
- 974: от Первомайской улицы до Сиреневого бульвара и обратно
- т55: от Сиреневого бульвара до станции метро «Первомайская» и обратно
- н3: от Щёлковского шоссе до Первомайской улицы и обратно

### Метро
- Станция метро «Первомайская» Арбатско-Покровской линии — на пересечении с Первомайской улицей и Измайловским бульваром
- Станция метро «Щёлковская» Арбатско-Покровской линии — на пересечении с Щёлковским шоссе